# (553893) 2012 BW154
(553893) 2012 BW154 est un objet transneptunien de type cubewano et de magnitude absolue 5,6.
Son diamètre est estimé à 340 km, ce qui pourrait le qualifier comme candidat au statut de planète naine.